# حقیقت زشت
حقیقت زشت (به انگلیسی: The Ugly Truth) یک فیلم کمدی رمانتیک آمریکایی با بازیِ کاترین هیگل، جرارد باتلر، بونی سامرویل، کوین کانلی، چریل هاینس، نیک سیرسی، اریک وینتر، یوت نیکول براون و کریگ فرگوسن می‌باشد. این فیلم در ۲۲ ژوئن ۲۰۰۹ در آمریکای شمالی منتشر شد؛ و توسط لیکشور اینترتیمنت و کلمبیا پیکچرز ساخته شد.

## بازیگران
- کاترین هیگل در نقش ابیگل «ابی» ریچر، تهیه‌کننده یک برنامه تلویزیونی صبحگاهی.
- جرارد باتلر در نقش مایک چادوی، مجری مردسالارِ برنامهٔ ابی
- اریک وینتر در نقش کالین اندرسون، دکتری که در همسایگی ابی زندگی می‌کند.
- نیک سیرچی در نقش استوارت، رئیس ابی و مایک

## خلاصه
ابی ریچتر (کاترین هیگل) تهیه‌کننده یک برنامه تلویزیونی صبحگاهی در ساکرامنتو، کالیفرنیا است. او به‌طور قطعی به عشق حقیقی اعتقاد دارد و از حامیان سرسخت کتاب‌هایی مثل مردان مریخی و زنان ونوسی است. او بعد از یک روز خسته‌کننده به خانه بر می‌گردد و یک فیلم تلویزیونی با نام «حقیقت تلخ» با مجری‌گری مایک چادوی (جرارد باتلر) می‌بیند. برنامه ای که دربارهٔ روابط با بدبینی صحبت می‌کند. ابی به برنامه او تماس می‌گیرد و با او جروبحث می‌کند بعد فردا او را در ایستگاه تلویزیونی می‌بیند و می‌فهمد که تهیه‌کننده برنامه اوست…